# Korzonek (Opole)
Pour l’article homonyme, voir Korzonek (Silésie).
Korzonek est une localité polonaise de la gmina de Bierawa, située dans le powiat de Kędzierzyn-Koźle en voïvodie d'Opole.